# Constitution roumaine de 1866
Lire en ligne

Site du Moniteur roumain : (ro) Constitution en version originale ;
 Université de Perpignan : traduction en français

Constitution de 1923
La Constitution roumaine de 1866 est la loi fondamentale qui a régi la Principauté de Roumanie après l'union des Principautés de Moldavie et de Valachie.
Elle a été rédigée en peu de temps et s'est inspirée du modèle de la Constitution belge, alors considérée comme la plus libérale d'Europe, bien que le Prince (puis Roi) Carol 1er l'ait substantiellement modifiée et fait adopter par l'Assemblée constituante. Le Prince a promulgué la Constitution le 13 juillet 1866, alors que l'Empire ottoman disposait formellement toujours de la souveraineté sur le territoire roumain.
En 1879, sous pression occidentale, l'article 7 a été révisé mais, de facto, il était toujours impossible aux Juifs d'obtenir la nationalité. En 1884, le nombre de collèges électoraux a été réduit à trois. En 1917, la Constitution subit deux révisions majeures pour respecter la promesse faite aux soldats de la Première Guerre mondiale, le système basé sur les collèges électoraux a été aboli et le droit de propriété a été affaibli, afin de permettre la mise en place d'une réforme agraire. En 1923, une nouvelle Constitution est adoptée.

## Répartition des pouvoirs
La Constitution installe comme type de gouvernement une monarchie constitutionnelle, sur la base du principe de séparation des pouvoirs et de souveraineté nationale. 
Le pouvoir législatif est exercé par le Prince et le Parlement (composé de la Chambre des députés et du Sénat) alors que le pouvoir exécutif est exercé par le Prince ainsi que par ses ministres. 
Ce système politique est libéral mais n'est pas démocratique, les élections sont censitaires (les électeurs, tous des hommes, sont séparés en quatre collèges selon leur richesse et leur origine sociale). Les pouvoirs constitutionnels du Prince sont héréditaires "de mâle en mâle, par ordre de primogéniture, et à l'exclusion perpétuelle des femmes et de leur descendance". Sa personne est "inviolable", ses actes ne peuvent avoir d'effet que s'ils sont contresignés par un ministre, qui, par cela seul, s'en rend responsable. Le Prince est le chef de l'armée, il nomme et révoque les ministres, sanctionne et promulgue les lois, nomme ou confirme dans toutes les fonctions publiques, il conclut avec les États étrangers les conventions de commerce et de navigation, il a le droit d'amnistie en matière politique, le droit de remettre ou de réduire les peines en matière criminelle, de conférer les grades militaires et il a le droit de battre monnaie. De plus, il ouvre et clôt les sessions du Parlement qu'il peut convoquer d'urgence ou dissoudre.

## Droits et libertés
Les droits et libertés des citoyens sont très modernes : ils sont gravés dans une Constitution qui protège la liberté de conscience, de la presse, de réunion, de religion; d'égalité devant la loi, et ce quelle que soit la classe sociale; la liberté individuelle et l'inviolabilité du domicile. La peine de mort est abolie en temps de paix et la propriété privée est considérée comme sacrée et inviolable. L'Église orthodoxe roumaine reçoit un statut supérieur ("la religion dominante de l'État roumain"), tandis que l'article 7 interdit aux non-chrétiens d'obtenir la nationalité roumaine (ce qui affectait surtout les Juifs).

## Source
Stoica, Stan (coordinateur). Dicționar de Istorie a României, Éditions Merona, Bucarest, 2007, p. 88-9. 